# Бистриця (Кюстендильська область)
Би́стриця (болг. Бистрица) — село в Кюстендильській області Болгарії. Входить до складу общини Дупниця.

## Населення
За даними перепису населення 2011 року у селі проживали 1580 осіб, з них 1537 осіб (99,7%) — болгари.
Розподіл населення за віком у 2011 році:
Динаміка населення: